# Iván Sopegno
Iván Franco Sopegno (Rosario, 25 settembre 1963) è un allenatore di calcio argentino.

## Carriera
Comincia la propria carriera allenando, fino al 21 dicembre 2011, il Comunicaciones. L'8 gennaio 2013 torna al Comunicaciones, che allena fino al maggio 2014. Il 23 maggio 2014 viene nominato commissario tecnico della Nazionale guatemalteca. Mantiene l'incarico fino al dicembre 2015. Ha guidato la Nazionale guatemalteca alla Gold Cup 2015. Nel 2016 firma un contratto con il Comunicaciones. Rimane in carica fino al 3 febbraio 2017.

## Palmarès

### Allenatore

#### Competizioni nazionali
- Campionato guatemalteco: 8

Comunicaciones: Apertura 2008, Apertura 2010, Clausura 2011, Apertura 2012, Clausura 2013, Apertura 2013, Clausura 2014, Apertura 2014
- Copa Centenario: 2

Comunicaciones: 2008, 2009